# Stade Félix Houphouët-Boigny
Stade Félix Houphouët-Boigny (na cześć dawnego prezydenta kraju) – wielofunkcyjny stadion w Abidżanie na Wybrzeżu Kości Słoniowej. Wykorzystywany najczęściej jako arena meczów piłki nożnej. Użytkownikiem stadionu jest klub ASEC Mimosas. Obiekt może pomieścić 55 000 widzów.

## Historia
Stadion noszący nazwę Stade Géo André został zbudowany w latach 30. XX wieku. W dniu 7 września 1958 roku Félix Houphouët-Boigny, pełniący funkcję ministra stanu wygłosił na nim przemówienie przed mającym się odbyć referendum. Ukazał w nim działania podejmowane w celu odzyskania niepodległości, ale równocześnie apelował o utrzymanie więzi z Francją.  W 1964 roku stadion przebudowano, a po otwarciu otrzymał imię Félixa Houphouët-Boigny. Na odnowionym stadionie zostały zorganizowane Igrzyska Abidżanu (Jeux d’Abidjan). W 1984 roku był wraz ze stadionem w Bouaké gospodarzem Pucharu Narodów Afryki.

### Amnesty International Human Rights Now!
W 1988 roku 50 000 mieszkańców Wybrzeża Kości Słoniowej wzięło udział w koncercie zorganizowanym przez Amnesty International z okazji 40. rocznicy Powszechnej Deklaracji Praw Człowieka. Odbył się on w ramach trasy koncertowej Human Rights Now!. Podczas koncertu wystąpili Sting, Peter Gabriel, Bruce Springsteen & The E Street Band, Tracy Chapman i Youssou N'Dour. 

### Jeux de la Francophonie
W 2017 roku na stadionie zostały zorganizowane igrzyska frankofońskie (fr. Jeux de la Francophonie), które pierwszy odbyły się w 1989 roku w Casablance i Rabacie w Maroku. Igrzyska łączą imprezy sportowe i kulturalne, a udział w nich biorą przedstawiciele państw używających języka francuskiego.